# Gorący neptun

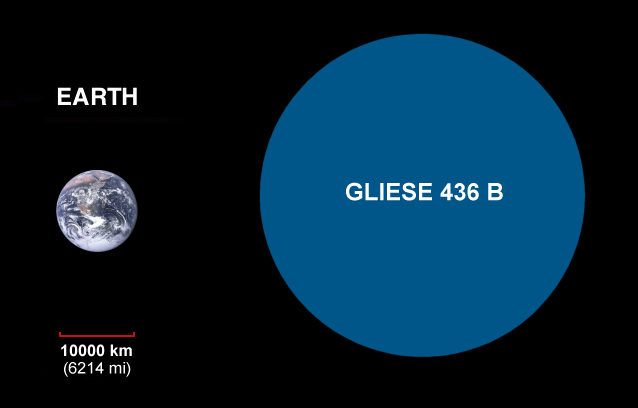
Porównanie rozmiarów Ziemi i gorącego neptuna GJ 436 b.

Gorący neptun – klasa planet pozasłonecznych, gazowych olbrzymów o masie i rozmiarach zbliżonych do Neptuna, których orbita położona jest blisko macierzystej gwiazdy.

## Charakterystyka

Przypuszczalna budowa gorącego neptuna: 1: wyższe warstwy atmosfery, 2: atmosfera wodorowo-helowa, 3: płaszcz lodowy, 4: żelazno-niklowe jądro okryte warstwą krzemianów.

Planety typu gorącego neptuna różnią się od odkrytych wcześniej gorących jowiszy nie tylko niższą masą, ale także budową. Przypuszczalnie głównym składnikiem gorących neptunów są wysokotemperaturowe odmiany lodu, utrzymywane w stanie stałym przez wysokie ciśnienie. Oprócz lodu wodnego, płaszcz planety może zawierać także stały metan i amoniak. Taka mieszanka ma mniejszą gęstość niż czysty lód wodny, w związku z czym zawierające ją ciało ma większy promień. Ponad warstwą lodową rozciąga się rozległa atmosfera wodorowo-helowa, która może też zawierać znaczne ilości pary wodnej.
Sądzi się, że planety tego typu na skutek migracji obiektów typu Neptuna (tzw. lodowych olbrzymów), powstałych w zewnętrznej części układu (poza tzw. linią śniegu), które na skutek oddziaływania z dyskiem protoplanetarnym lub innymi planetami wędrują w cieplejsze rejony blisko gwiazdy. Migracja może także zakończyć się wcześniej, w odległości w której może istnieć na powierzchni ciekła woda; w takiej sytuacji powstaje planeta oceaniczna.

## Problemy obserwacyjne
Jeśli masa planety krążącej blisko gwiazdy jest zbliżona do masy Neptuna, to nie świadczy to jeszcze, że zaobserwowany został gorący neptun. Ciało może być w rzeczywistości masywną planetą skalistą – tzw. superziemią. Do rozróżnienia tych obiektów niezbędna jest znajomość rozmiarów (promienia) planety. Gorące neptuny mają rozległe atmosfery, podczas gdy superziemie są bardziej zwarte. Tę informację daje obserwacja tranzytu, który jednak może zajść tylko wtedy, gdy płaszczyzna orbity planety nie jest znacznie odchylona od osi obserwacji.

## Odkryte gorące neptuny
W niewielu przypadkach znane są wszystkie te parametry. Potwierdzonymi planetami tego rodzaju są GJ 436 b, HAT-P-11 b, Kepler-4 b i HAT-P-26 b. Obserwacje tranzytów pokazały, że GJ 436 b ma masę 22 razy większą niż Ziemia i promień 4,3 raza większy od ziemskiego – podobnie jak Neptun. Modele sugerowały, że na powierzchni tego ciała powinna panować temperatura 250–350 °C, jednak stwierdzono, że w rzeczywistości jest ona równa ok. 440 °C. Może to być spowodowane grzaniem przez siły pływowe lub przez efekt cieplarniany, spowodowany dużą zawartością pary wodnej w atmosferze. Planety HAT-P-11 b i Kepler-4 b znajdują się w polu obserwacji sondy Kepler i będą przedmiotem dalszych badań.